# Dračí bouře

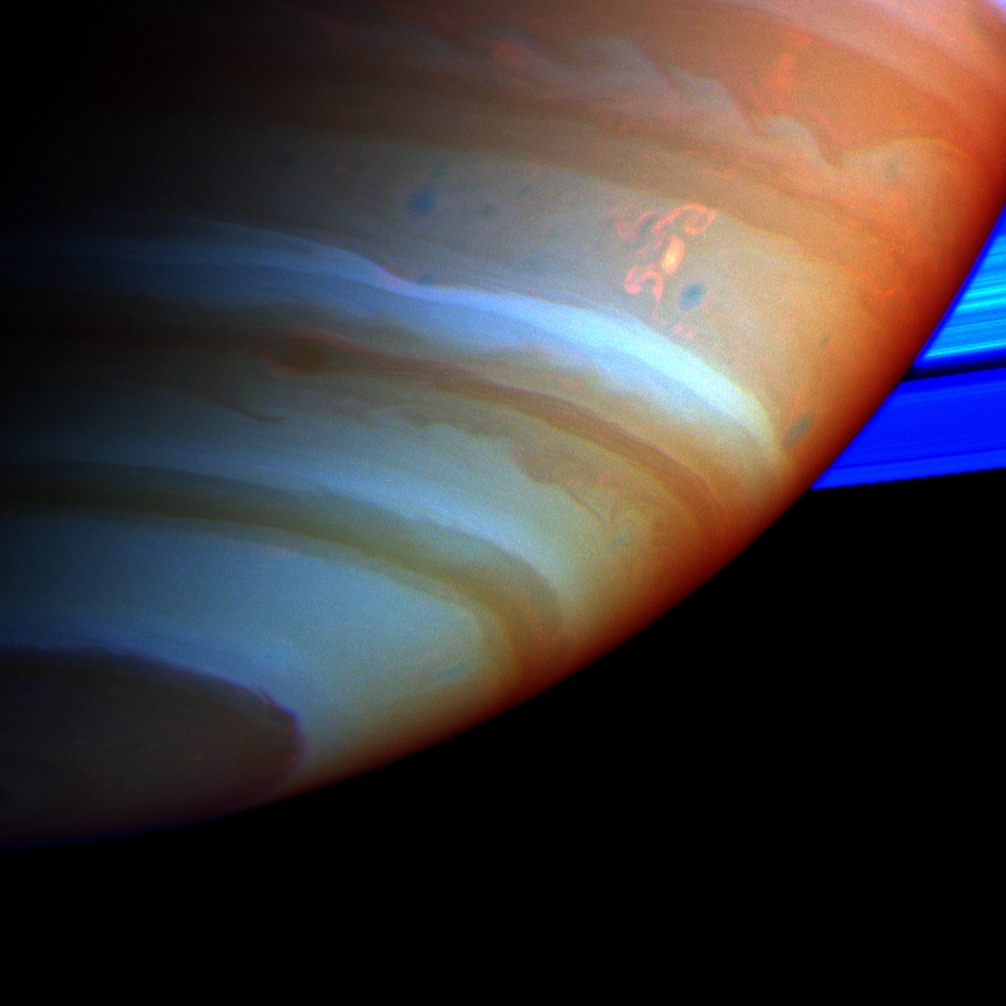
Pohled na Dračí bouři ve falešných barvách

Dračí bouře je atmosférický útvar v atmosféře Saturnu, který se nachází na jižní polokouli planety. Oblast je silným zdrojem radiových impulzů, které byly po dlouhou dobu velkou neznámou pro vědce. Později byla záhada vysvětlena, že oblast bouře byla generátorem elektřiny.
Bouře se v oblasti pravidelně objevuje a mizí a nejsilnější je v noční době.